# Trehörningtjärnen (Trehörningsjö socken, Ångermanland)
Trehörningtjärnen är en sjö i Örnsköldsviks kommun i Ångermanland och ingår i Husåns huvudavrinningsområde.